# Tổ chức bóng đêm U.N.C.L.E.
Tổ chức bóng đêm U.N.C.L.E. (tiếng Anh: The Man from U.N.C.L.E.) là một bộ phim hài hành động của đạo diễn Guy Ritchie có sự tham gia của Henry Cavill, Armie Hammer, Elizabeth Debicki, Alicia Vikander, và Hugh Grant. Phim công chiếu lần đầu vào ngày 7 tháng 8 năm 2015 tại London. Với kinh phí sản xuất 75 triệu USD.

## Nội dung
Năm 1963, cuộc Chiến tranh Lạnh vẫn còn tiếp diễn, Đặc vụ CIA Napoleon Solo đã đưa Gaby Teller, con gái của Tiến sĩ Udo Teller, đi khỏi Đông Đức, né tránh Đặc vụ KGB Illya Kuryakin. Cậu của Gaby là Rudi Teller đang làm việc với hai vợ chồng Alexander và Victoria Vinciguerra, những tội phạm có âm mưu chế tạo vũ khí hạt nhân để đe dọa thế giới. Trước tình hình đó, hai cơ quan CIA và KGB đành phải hợp tác với nhau, Solo và Kuryakin nhận lệnh ngăn chặn vợ chồng Vinciguerra chế bom hạt nhân. Hai anh chàng đều được cấp trên dặn ăn cắp tài liệu nghiên cứu bom của Udo mang về cho chính phủ.
Solo, Kuryakin và Gaby đến Rome. Kuryakin và Gaby đóng giả cặp đôi sắp cưới, còn Solo đóng giả doanh nhân buôn đồ cổ. Solo nói rằng họ đang bị theo dõi nên Kuryakin không được tự vệ chống lại bọn cướp, vì làm thế sẽ khiến thân phận bị lộ. Kuryakin sau đó chấp nhận không phản ứng khi hai tên cướp trấn lột cái đồng hồ của bố anh. Ở sự kiện đua xe, Solo và Gaby tán tỉnh Alexander và Victoria để lấy thông tin về Udo. Về đến khách sạn, Kuryakin có chứng cứ cho thấy vợ chồng Vinciguerra sắp làm xong quả bom.
Solo và Kuryakin đột nhập vào bến tàu của vợ chồng Vinciguerra, họ tìm thấy dấu hiệu của urani. Sau khi chuông báo động vang lên, họ cố gắng tẩu thoát. Solo đã cứu Kuryakin khi anh ta sắp chết đuối. Cả hai về khách sạn kịp lúc để tránh sự nghi ngờ của Victoria. Đêm đó Solo và Victoria đã quan hệ tình dục. Ngày hôm sau, Gaby đi gặp Rudi và Alexander để bàn công việc, nhưng cô bất ngờ phản bội Solo và Kuryakin, khai ra họ là đặc vụ. Kuryakin chạy thoát thành công nhưng Solo bị bắt giữ. Rudi tiết lộ rằng ông là một tội phạm chiến tranh khét tiếng rồi tra tấn Solo bằng ghế điện. Kuryakin đến cứu Solo và hai người tra tấn Rudi. Rudi khai ra bom hạt nhân đang được giấu trên một hòn đảo, nơi Gaby được đoàn tụ với bố cô, sau đó chiếc ghế điện bị chập mạch và giết chết Rudi. Solo và Kuryakin cùng nhau đến hòn đảo.
Udo giả vờ tiếp tục chế tạo bom cho vợ chồng Vinciguerra nhưng ông cố tình phá hoại nó. Victoria đã giết Udo khi ông vừa hoàn thành quả bom. Solo và Kuryakin được giúp đỡ bởi Alexander Waverly, một đặc vụ cao cấp của MI6, người tiết lộ rằng Gaby chính là đặc vụ ngầm của ông. Các đặc vụ Anh cùng với Solo và Kuryakin xâm nhập hòn đảo. Solo tìm thấy cái đồng hồ của Kuryakin. Alexander bắt Gaby làm con tin và mang một quả bom bỏ chạy, nhưng hắn bị giết chết giữa đường. Các đặc vụ nhận ra quả bom Alexander mang theo chỉ là quả bom phụ. Victoria đã rời đi trên một tàu đánh cá với quả bom chính. Solo liên lạc với Victoria qua điện đài và câu giờ đủ lâu cho Waverly xác định vị trí của ả và phóng tên lửa. Tên lửa đã phá hủy tàu đánh cá và quả bom chính cũng như giết chết Victoria.
Cấp trên của Kuryakin ra lệnh cho anh ăn cắp cái đĩa tài liệu nghiên cứu bom và giết Solo. Solo cũng nhận được lệnh giống như vậy. Cả hai quyết định đốt cái đĩa để hai đất nước của họ không có lợi thế đối đầu nhau trong cuộc chạy đua hạt nhân, Solo trả lại cái đồng hồ cho Kuryakin. Waverly thông báo rằng Solo, Kuryakin và Gaby sẽ trở thành một đội điệp viên dưới quyền chỉ huy của ông. Waverly giao cho ba người bạn một nhiệm vụ mới ở Istanbul.

## Diễn viên
- Henry Cavill vai Napoleon Solo[5]
- Armie Hammer vai Illya Kuryakin[6]
- Alicia Vikander[7] vai Gaby Teller
- Elizabeth Debicki vai Victoria Vinciguerra
- Jared Harris[8] vai Saunders
- Hugh Grant[9] vai Mr. Waverly
- Luca Calvani[10] vai Alexander
- Simona Caparrini[11] vai Contessa